# Erik Valenčič
Erik Valenčič, slovenski novinar, *14.5.1979, ?. 
Sprva sodelavec Radia Študent, nato Mladine in od 2003 poročevalec RTV Slovenija z Bližnjega vzhoda. Zaradi dokumentarca Koalicija sovraštva, predvajanega januarja 2014 na RTV Slovenija, je bil zoper njega sprožen sodni postopek zaradi suma izdaje tajnih podatkov, vodstvo RTV Slovenija pa mu je pravno zaščito odobrilo šele po protestih Društva novinarjev Slovenije. 1. septembra 2015 je bil z RTV Slovenija odslovljen.

## Nagrade
21. maja 2015 je Evropsko združenje regionalnih televizij Circom na Irskem dokumentarcu Koalicija sovraštva podelilo posebno priznanje v kategoriji preiskovalnega novinarstva. 
Dokumentarec Fronte Kurdistana je bil uvrščen v tekmovalni program Festivala slovenskega filma. Leta 2015 je za poročanje o Kurdih dobil nagrado čuvaj/watchdog Društva novinarjev Slovenije.